# Opération Black Eagle
Guerre d'Irak
L’opération Black Eagle (Aigle Noir) est une opération des forces américaines et polonaises contre les milices fidèles à Moqtada al-Sadr menée dans la ville de Diwaniya (province d'Al-Qadisiyya) du 6 au 10 avril 2007 pendant la guerre d'Irak. Les drones et hélicoptères d'attaque US ciblèrent les positions insurgées dans et autour de la ville grâce à l'emploi de missiles AGM-114 Hellfire.
Le 10 avril, l'opération est déclarée accomplie, qui se solde par la mort de 25 insurgés et 39 autres capturés. Toutefois, le gouverneur de la province, Khalil Jalil Hamza ainsi que le chef de la police, le brigadier Khalid Hassan seront tués dans un attentat à la bombe le 11 août 2007 et de nouveaux combats éclateront à la mi-mai 2008.